# 新潟県道107号帯織停車場大面線
新潟県道107号帯織停車場大面線（にいがたけんどう107ごう おびおりていしゃじょうおおもせん）は、新潟県三条市内を通る一般県道である。

## 概要

### 路線データ
- 起点：新潟県三条市帯織（帯織停車場）
- 終点：新潟県三条市大面字七作（新潟県道8号長岡見附三条線交点）

## 通過する自治体
- 新潟県三条市

## 接続する道路
- 新潟県道256号分水栄線（三条市帯織字甲号、帯織駅南西）
- 新潟県道8号長岡見附三条線・新潟県道546号駒込北潟線（終点：大面交差点）

## 周辺
- JR東日本信越本線 帯織駅
- 三条市立大面小学校
- JAにいがた南蒲 帯織支店
- 帯織郵便局
- 大面郵便局